# Fredericia Vold
Fredericia Vold er et voldanlæg, der omkranser det centrale Fredericia. Det er Nordeuropas bedst bevarede voldanlæg, og med nutidens benyttelse som offentlig park, er det en af de største byparker i Danmark.
Frederik 3. gav i 1650 den befaling, at der skulle opføres en fæstningsby i Jylland. Der blev flyttet på ca. 1 mio. kubikmeter jord, og i perioder var der op mod 5.000 mennesker involveret i byggeriet af volden. Meget af arbejdskraften bestod dog af udkommanderede bønder fra det meste af Jylland, soldater, samt nogle straffefanger. Fynboerne skulle sørge for forplejningen. Oprindeligt bestod voldanlægget af syv hele og to halve bastioner til landsiden, samt en noget svagere befæstning mod de to vandsider.
Voldanlægget var dog knapt færdig, da det blev indtaget af svenskerne under Første Karl Gustav-krig. Anlægget blev genopbygget og dets mest glorværdige øjeblik som forsvarsværk var ved Slaget ved Fredericia den 6. juli 1849.
Voldanlægget blev atter belejret under 2. Slesvigske Krig, men forsvaret blev opgivet, inden anlægget blev ødelagt. Herefter lå det for det meste i dvale, og i 1909 besluttede man at nedlægge fæstningen. Byen købte hele arealet i 1914 og omdannede det herefter til bypark.
Af byporte findes der fire reelle: Prinsens Port fra 1748, Danmarks Port fra 1924, Nørreport fra 1922 og Kongens Port fra 2023.
Som følge af de store mængder nedbør, der faldt i vinteren 2019-2020, truede et jordskred i februar 2020  østvolden. En gravemaskine blev sat til at grave en del jord væk for at afværge situationen.